# پلی‌بوتیلن
پلی‌بوتیلن (به انگلیسی: (Polybutylene (polybutene-1, poly(1-butene), PB-1)که به اختصار PB-1 نامیده می‌شود یک پلی‌اولفین یا پلیمر اشباع با فرمول شیمیایی (CH2CH(Et))n است. با پلی‌بوتن اشتباه نگیرید، پلی‌بوتیلن عمدتاً در لوله کشی استفاده می شود.

## کاربردها
- سیستم های لوله کشی
- بسته بندی پلاستیکی
- چسب های ذوب داغ